# 亚历山德里亚帆船队
亚历山德里亚帆船队（英語：Alexandria Wind Jammers）是新美国篮球协会2007年的扩充球队之一。球队位于弗吉尼亚州的亚历山德里亚。

## 外部參考
- . Mascotdb.   [2025-04-21].